# Pudu
Genre
Le genre Pudu, natif d'Amérique du Sud, regroupe les plus petits membres de la famille des cervidés, qui font la taille d'un lièvre.
Le genre comprend deux espèces nommées « pudu » (API : [pudu]) :
- Pudu mephistophiles (Winton, 1896) ou Pudu du Nord : Colombie, Équateur, Pérou, nord du Chili ;
- Pudu puda (Molina, 1782) ou Puda du Sud : sud du Chili, sud-ouest de l'Argentine

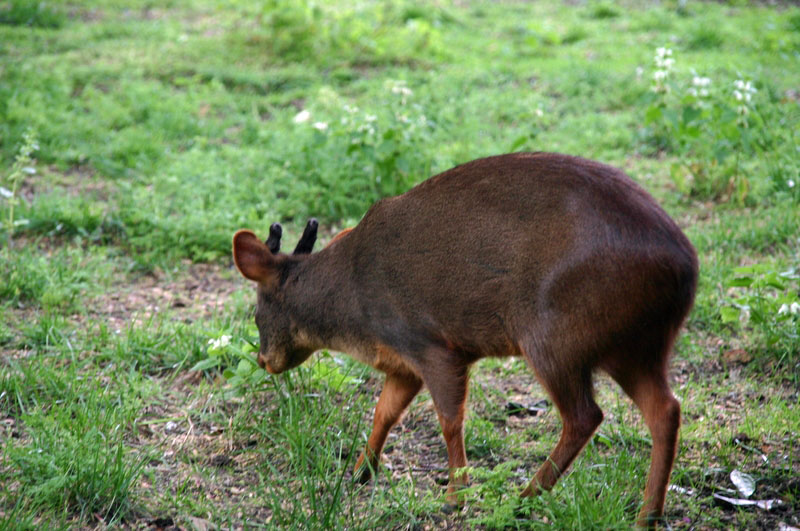
Un poudou à la ménagerie du jardin des plantes de Paris.